# Iringa (MC)
Iringa (MC) (auch Iringa Mjini genannt) ist ein Distrikt der tansanischen Region Iringa. Er grenzt im Osten an den Distrikt Kilolo, ansonsten ist er vom Distrikt Iringa (DC) umgeben. Die Stadt Iringa ist das Verwaltungszentrum des Distriktes und auch der Region. 

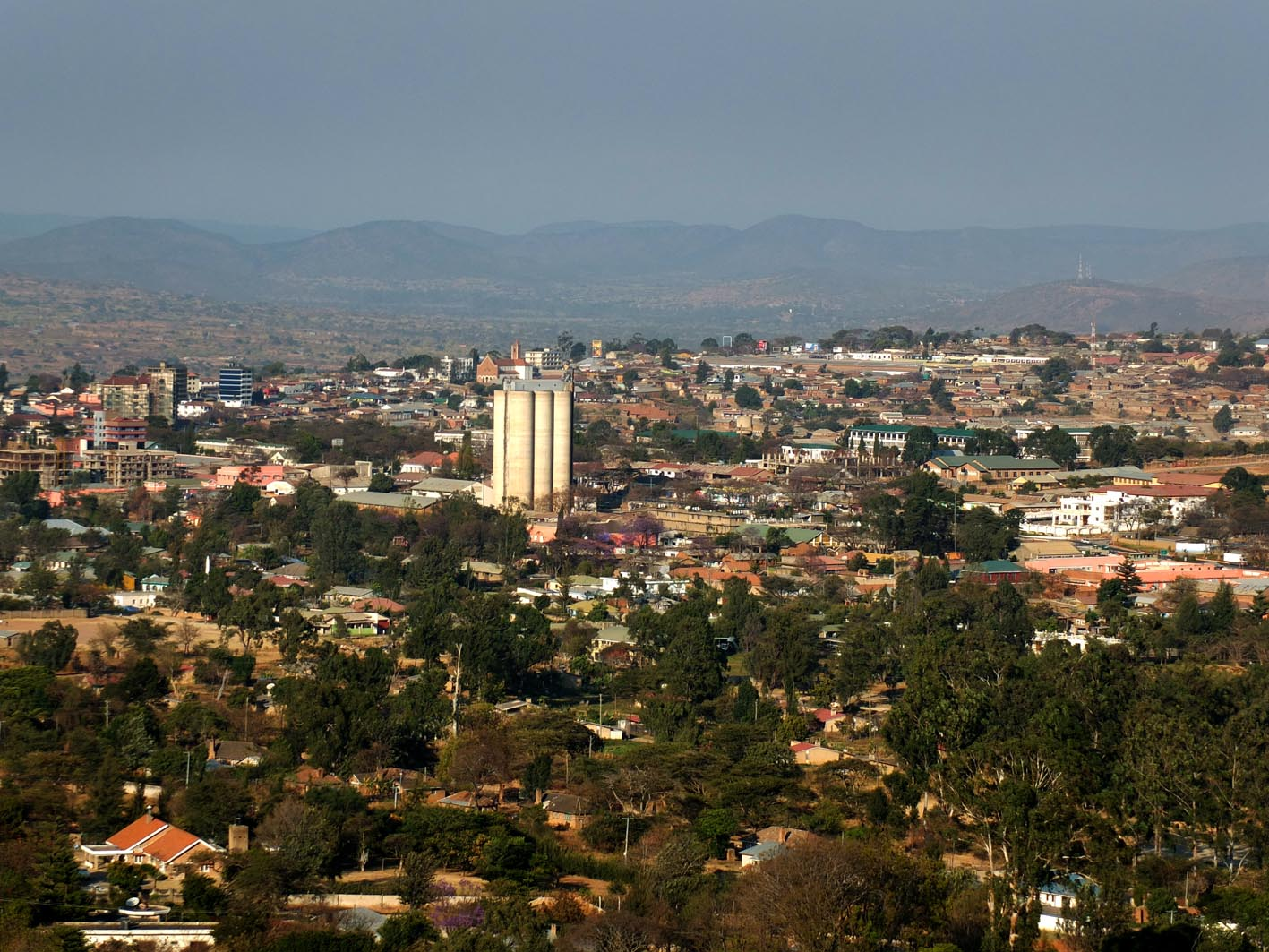
Das Stadtzentrum von Iringa.

## Geographie
Iringa (MC) hat eine Fläche von 331 Quadratkilometer und 202.490 Einwohner (Volkszählung 2022). Der Distrikt liegt in einem hügeligen Gebiet und wird im Süden vom Ruaha durchflossen. Von dessen Ufern in rund 1500 Meter Meereshöhe gibt es steile Anstiege auf beinahe 2000 Meter.
Das Klima in Iringa ist gemäßigt warm, Cwb nach der effektiven Klimaklassifikation. Die durchschnittlichen Jahresniederschläge von 704 Millimeter fallen überwiegend in den Monaten Dezember bis März. In den Monaten Mai bis Oktober regnet es jeweils maximal 10 Millimeter. Die Durchschnittstemperatur liegt zwischen 16 Grad Celsius im Juli und 20,3 Grad im November.

## Geschichte
Der Name „Iringa“ kommt vom Hehe-Wort „lilinga“ und bedeutet „Fort“. Diese Festung wurde von der deutschen Kolonialmacht 1890 erbaut, als sich die Hehe unter ihrem Führer Mkwawa erhoben. Die Stadt wurde bereits 1958 zum Stadt-Distrikt erhoben, verlor den Status aber im Zuge der Dezentralisierung 1972. Im Jahr 1984 wurde die Stadt wieder selbständig und ist seit 1988 ein Municipal Council (MC).

## Verwaltungsgliederung
Der Distrikt besteht aus dem einen Wahlkreis (Jimbo) Iringa Mjini und 18 Bezirken (Kata):
- Gangilonga
- Igumbilo
- Ilala
- Isakalilo
- Kihesa
- Kitanzini
- Kwakilosa
- Kitwiru
- Mivinjeni
- Makorongoni
- Mkimbizi
- Mkwawa
- Mshindo
- Mlandege
- Mtwivila
- Mwangata
- Ruaha
- Nduli

## Bevölkerung
Bei der Volkszählung 1988 hatte der Distrikt 84.501 Einwohner. Diese Zahl stieg bis 2002 auf 106.371 und erreichte 151.345 bei der Volkszählung 2012. Die Hochrechnung für 2016 ergab 158.363 Einwohner, bei der Volkszählung 2022 lebten 202.490 Menschen in 58.008 Haushalten:

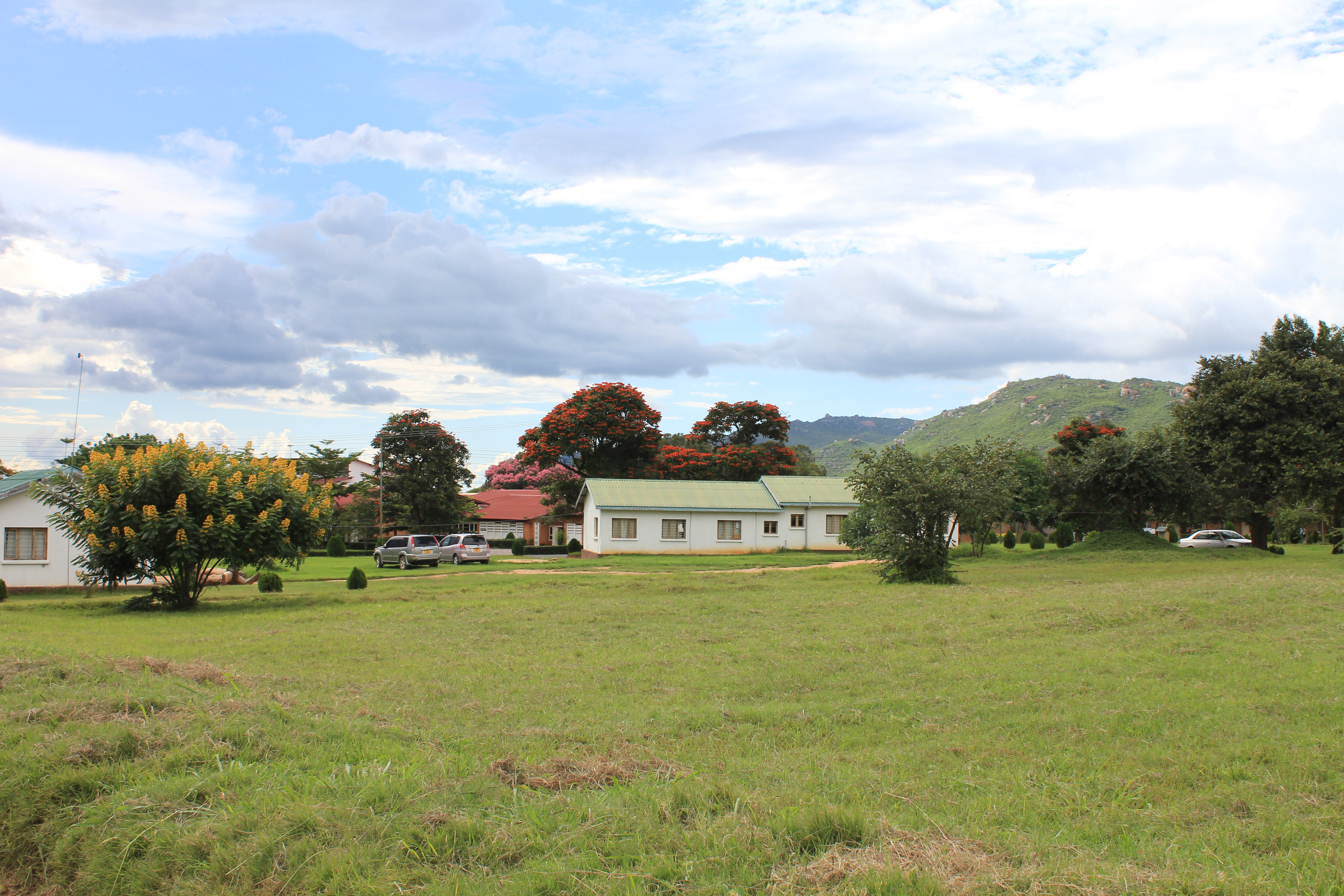
Campus des University College of Education.

| Volkszählung | Einwohner |
| ------------ | --------- |
| 1988         | 84.501    |
| 2002         | 106.371   |
| 2012         | 151.345   |
| 2022         | 202.490   |

## Einrichtungen und Dienstleistungen
- Bildung: Im Distrikt befinden sich 50 Grundschulen, wovon 43 öffentliche Schulen sind und 7 privat geführt werden. Von den 27 weiterführenden Schulen sind 14 öffentlich und 13 privat.[7] In Iringa befindet sich das Mkwawa University College of Education.[8]
- Gesundheit: Für die medizinische Versorgung der Bevölkerung gibt es 3 Krankenhäuser, 4 Gesundheitszentren und 20 Apotheken. Ein kritischer Punkt bei der medizinischen Versorgung ist AIDS. Der erste HIV-Patient wurde 1985 diagnostiziert. Seither ist Iringa eine der Gegenden in Tansania mit den höchsten AIDS-Raten.[9]

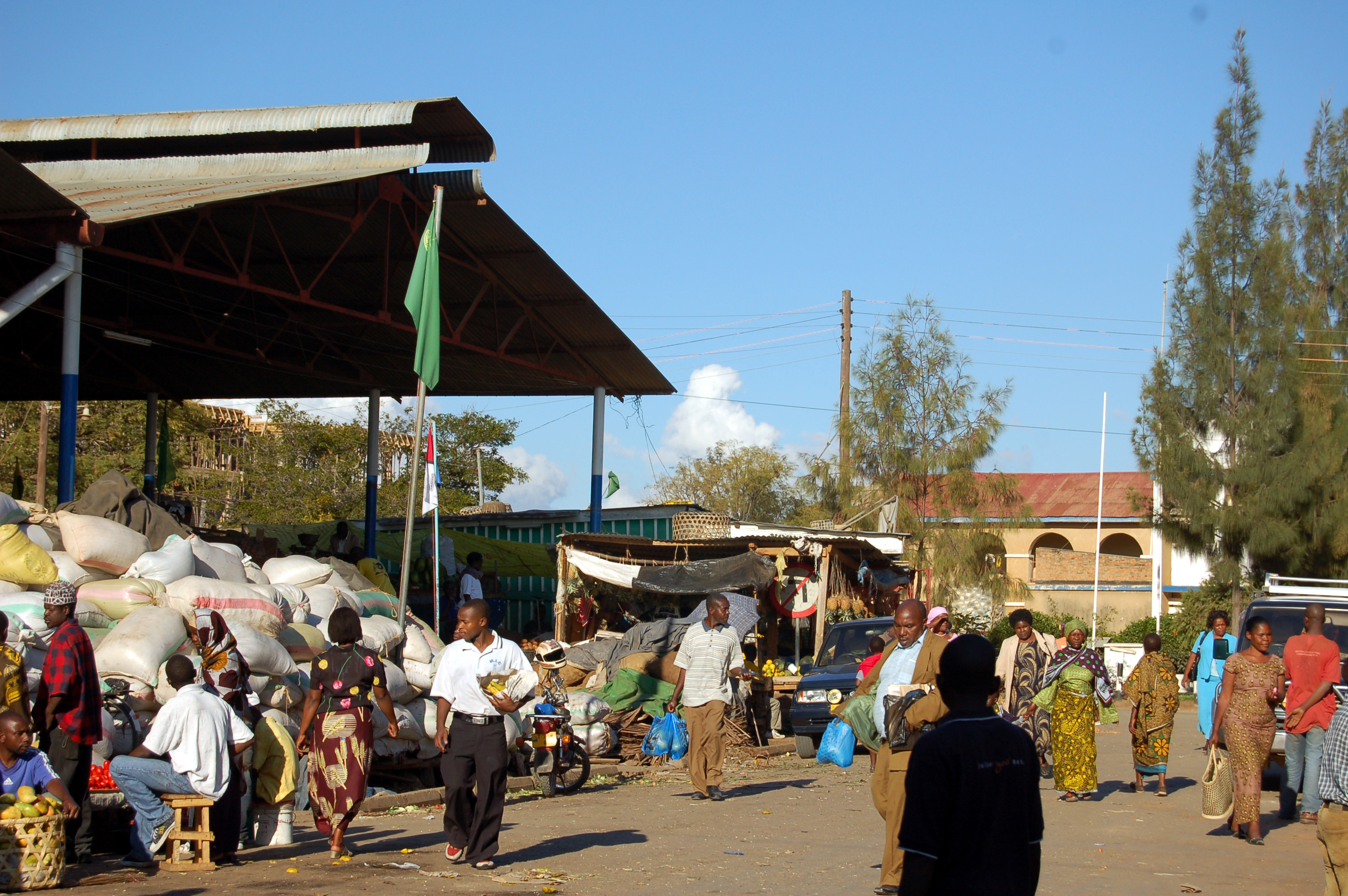
Marktszene in Iringa.

## Wirtschaft und Infrastruktur
- Landwirtschaft: Bei der Volkszählung 2012 gaben rund 30 Prozent der Bevölkerung an, von der Landwirtschaft zu leben. Wegen der urbanen Struktur werden vor allem Gemüse, Sonnenblumen, Sojabohnen, Erbsen, Bohnen, Hirse und Tomaten, Paprika und Zwiebeln angebaut, weniger Mais und Süßkartoffeln.[10]
- Handel: Beinahe ein Drittel der Bevölkerung lebt vom Handel.[11]
- Verkehr: Durch Iringa verläuft die asphaltierte Nationalstraße von Daressalam nach Sambia. In der Stadt zweigt die ebenfalls asphaltierte Nationalstraße nach Dodoma im Norden ab.[12]
- Abwasser: Das Abwassersystem von Iringa wurde im Jahr 2000 errichtet. Es hat eine Länge von 47,79 Kilometer und versorgt 16 Prozent der Bevölkerung.[13]

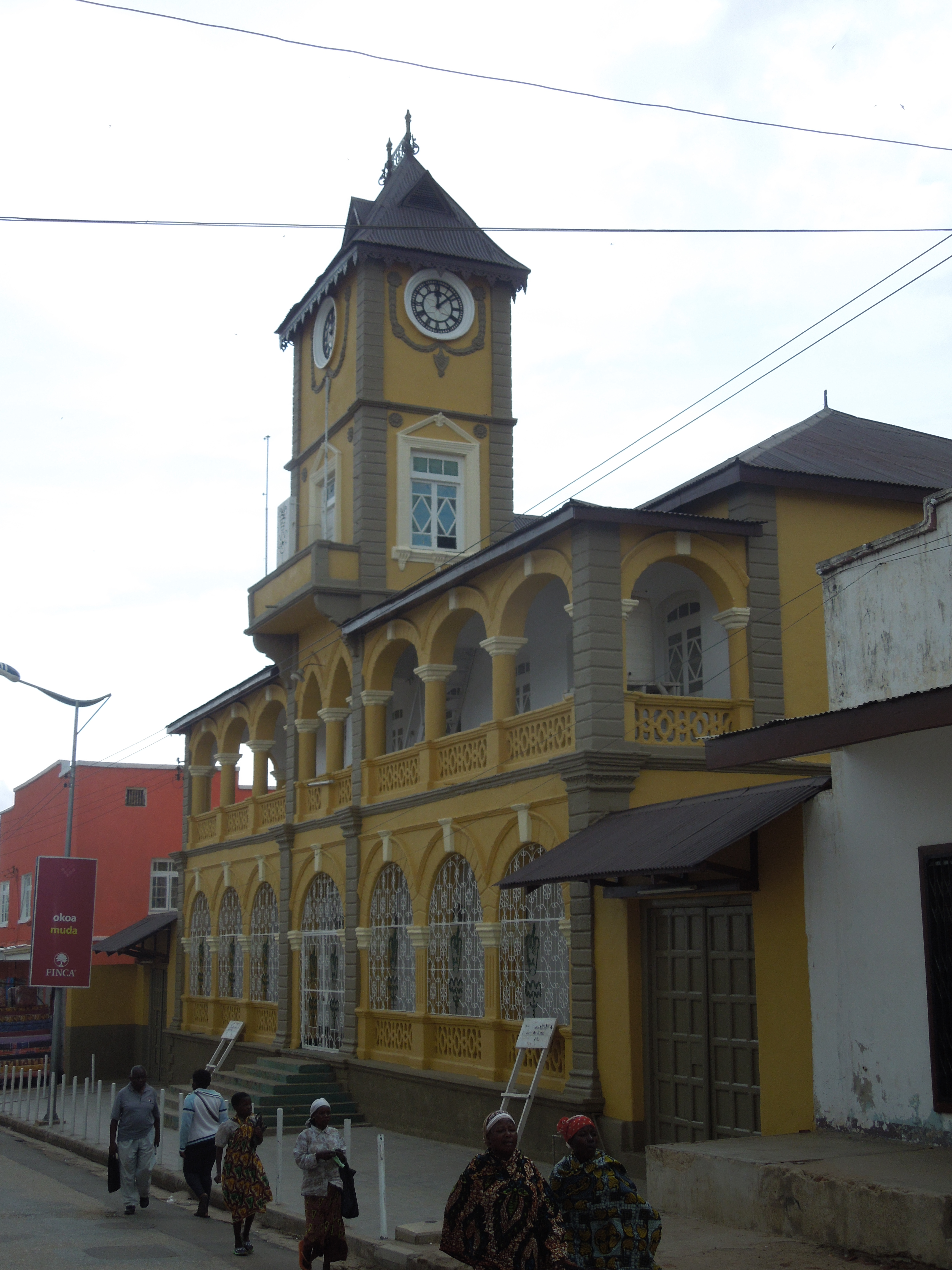
Deutsches Verwaltungsgebäude (Boma).

## Sehenswürdigkeiten
- Das deutsche Verwaltungsgebäude (Boma) wurde 1896 aus strategischen Gründen auf einem Hügel errichtet.[14]
- In Mtwivila befinden sich Felsmalereien von Giraffen, Impalas, Elefanten und Nashörner sowie von Jägern mit Speeren.[14]

## Politik
Der Distrikt-Rat besteht aus 18 gewählten Mitgliedern mit folgenden Ausschüssen:
- Finanz- und Verwaltungsausschuss
- Ausschuss für Wirtschaft, Gesundheit und Bildung
- Ausschuss für Planung und Umwelt
- Städtisches AIDS-Kontrollkomitee
- Ethikkommission

Seit der Wahl 2020 gehören alle Stadträte der Partei Chama Cha Mapinduzi (CCM) an, Vorsitzender des Stadtrates ist Ibrahim Ngwada.